# Roa
Roa es un municipio y localidad española de la provincia de Burgos, en la comunidad autónoma de Castilla y León. El término municipal, perteneciente a la comarca de la Ribera del Duero y al partido judicial de Aranda de Duero, tiene una población de 2298 habitantes (INE 2024).

## Geografía

### Clima
De acuerdo a los datos de la tabla a continuación —según la clasificación climática de Köppen modificada— se puede clasificar al clima de Roa como un clima mediterráneo fresco de tipo Csb.
| Parámetros climáticos promedio de Roa en el periodo 1961-2003 | Parámetros climáticos promedio de Roa en el periodo 1961-2003 | Parámetros climáticos promedio de Roa en el periodo 1961-2003 | Parámetros climáticos promedio de Roa en el periodo 1961-2003 | Parámetros climáticos promedio de Roa en el periodo 1961-2003 | Parámetros climáticos promedio de Roa en el periodo 1961-2003 | Parámetros climáticos promedio de Roa en el periodo 1961-2003 | Parámetros climáticos promedio de Roa en el periodo 1961-2003 | Parámetros climáticos promedio de Roa en el periodo 1961-2003 | Parámetros climáticos promedio de Roa en el periodo 1961-2003 | Parámetros climáticos promedio de Roa en el periodo 1961-2003 | Parámetros climáticos promedio de Roa en el periodo 1961-2003 | Parámetros climáticos promedio de Roa en el periodo 1961-2003 | Parámetros climáticos promedio de Roa en el periodo 1961-2003 |
| Mes | Ene.                                                          | Feb.                                                          | Mar.                                                          | Abr.                                                          | May.                                                          | Jun.                                                          | Jul.                                                          | Ago.                                                          | Sep.                                                          | Oct.                                                          | Nov.                                                          | Dic.                                                          | Anual                                                         |
| --- | ------------------------------------------------------------- | ------------------------------------------------------------- | ------------------------------------------------------------- | ------------------------------------------------------------- | ------------------------------------------------------------- | ------------------------------------------------------------- | ------------------------------------------------------------- | ------------------------------------------------------------- | ------------------------------------------------------------- | ------------------------------------------------------------- | ------------------------------------------------------------- | ------------------------------------------------------------- | ------------------------------------------------------------- |
| Temp. media (°C) | 3.8                                                           | 5.5                                                           | 8.3                                                           | 9.8                                                           | 13.9                                                          | 18.1                                                          | 21.2                                                          | 20.8                                                          | 17.0                                                          | 12.3                                                          | 7.2                                                           | 4.6                                                           | 11.9                                                          |
| Precipitación total (mm) | 50.2                                                          | 36.5                                                          | 37.9                                                          | 47.2                                                          | 56.6                                                          | 35.0                                                          | 21.2                                                          | 15.3                                                          | 32.8                                                          | 48.9                                                          | 60.0                                                          | 42.4                                                          | 483.9                                                         |
| Fuente: Ministerio de Agricultura, Alimentación y Medio Ambiente. Datos de precipitación para el periodo 1961-2003 y de temperatura para el periodo 1984-2003 en Roa. |                                                               |                                                               |                                                               |                                                               |                                                               |                                                               |                                                               |                                                               |                                                               |                                                               |                                                               |                                                               |                                                               |

## Historia
Algunos historiadores sostienen que puede tratarse de la antigua Rauda vaccea. Por aquí pasaba una calzada romana que iba de Clunia a Astorga. Está situada sobre un espolón asomado al río Duero que domina el paisaje.

### Edad Media
En el año 909 Munio Núñez, suegro del rey García I de León, es nombrado conde de Amaya. Desde este punto será uno de los tres protagonistas de la expansión hacia el Duero repoblando Roa de Duero en el año de 912. Al mismo tiempo, el conde Gonzalo Fernández, padre del famoso Fernán González, reconquistó El Burgo de Osma y Berlanga de Duero. Así fue como quedó asegurada toda la línea del Duero.
En 975 una razia de Almanzor llega a Roa, volviendo a convertir la zona en lugar de batalla entre los dos reinos, musulmán y cristiano.
En 1143 Alfonso VII concede a Roa diversos privilegios, donando a esta villa las aldeas de su alfoz, aplicando el fuero de Sepúlveda. El 18 de octubre de 1194, Alfonso VIII efectúa en Alarcos, la donación definitiva a la Orden de Santiago del Alcázar de Alarcón, la mitad de los portazgos de Alarcón y Alconchel, la aldea de las Gascas, Villasila, Villamelendro y otras heredades.
El 24 de noviembre de 1194, Alfonso VIII, confirma en Toledo, una donación efectuada el 18 de octubre del mismo año, beneficiando a la Orden de Santiago, y modificándola con respecto a la original con la mitad del portazgo de Alarcón y de Valera de Roa, las villas de Villasila y Villamelendro pero en este caso, a cambio del castillo de Alarcón, la quinta parte de las rentas de esta villa y la aldea de Las Gascas.
Alfonso X en 1274 y por Sancho IV en 1291 ratifican los privilegios otorgados por Alfonso VII. Actualmente se conservan dos copias de privilegio en la Biblioteca de la Academia de Historia, otra copia se conservaba en el Archivo de Roa, perdida con total seguridad a causa de los numerosos incendios del siglo XIX.
En el año 1295 la reina Violante de Aragón, viuda de Alfonso X, ordenó la construcción de las murallas de Roa, así como el procedimiento para realizar la vendimia. El recinto amurallado serviría como solución a los diversos conflictos que la villa vivía con sus vecinos más próximos, al no ponerse de acuerdo para el cercado del muro de protección. Esta muralla era alta y sólida, almenada y con doble muro, como describe Loperráez, contaba con seis puertas que se abrían al amanecer y se cerraban al atardecer, además contaba con pequeños portillos para facilitar el paso de los vecinos:
- Puerta de la Villa: situada en las inmediaciones de la plaza de toros.
- Puerta de San Juan: cercana al C.R.D.O. Ribera del Duero, es la única que conserva uno de los cubos que formaban la puerta.
- Puerta de Palacio: en las inmediaciones del paseo de El Espolón, llamada así por encontrarse al lado del desaparecido Palacio de los Condes de Siruela.
- Puerta de San Esteban: anexa a la iglesia del mismo nombre.
- Puerta de San Miguel: tenía una hornacina en el interior con una imagen del santo.
- Puerta del Arrabal o de La Fuerza: Situada en la entrada a la calle Santa María donde actualmente se puede admirar el lienzo de la Muralla mejor conservado.

En el siglo XV Enrique IV entregó la villa como regalo a su favorito Beltrán de la Cueva (de ahí el lema del escudo de la villa: "Quien bien quiere a Beltrán, bien quiere a su can"). Además otorga el derecho a la celebración de dos ferias anuales que casi nunca llegaron a realizarse. Por otro lado, concede la celebración semanal de un mercado para los martes, tradición que desde 1465 se sigue llevando a cabo.

### Edad Moderna
En 1517 falleció en la villa el Cardenal Cisneros, que iba de viaje para una entrevista con el nuevo rey Carlos I de España.
Villa, cabecera de la Comunidad de Villa y Tierra de Roa con jurisdicción de señorío ejercida por el conde de Siruela quien nombraba su alcalde mayor de señorío.

### Edad Contemporánea
El 19 de agosto de 1825 fue ajusticiado en la plaza del pueblo Juan Martín El Empecinado por orden de Fernando VII. El Empecinado había llegado hasta Roa tras ser apresado en Olmos de Peñafiel y conducido a la Villa de Roa, por ser cabeza del partido judicial de la época y disfrutar de fueros. Pero los absolutistas no respetaron el derecho de asilo. Torturado y humillado, cuenta erróneamente la leyenda que fue exhibido en una jaula sobre un carro. Aun así, consiguió romper las cadenas que lo apresaban en un último intento de acogerse al asilo que ofrecía la Colegiata, sin poder lograrlo.
Pocos años después de su muerte, el pueblo de Roa rinde homenaje al liberal, dedicándole a su nombre la antigua calle de Las Armas. Desde principios de los años 1990, la Asociación Amigos de la Historia de Roa, junto con el Círculo Cultural Juan Martín "El Empecinado", presidido por un descendiente del famoso guerrillero, celebra un homenaje anual junto al monumento que se levantó en su honor. Este homenaje se realiza siempre el sábado más cercano a la fecha de su ajusticiamiento y cuenta con la participación de las autoridades locales y la población en general.

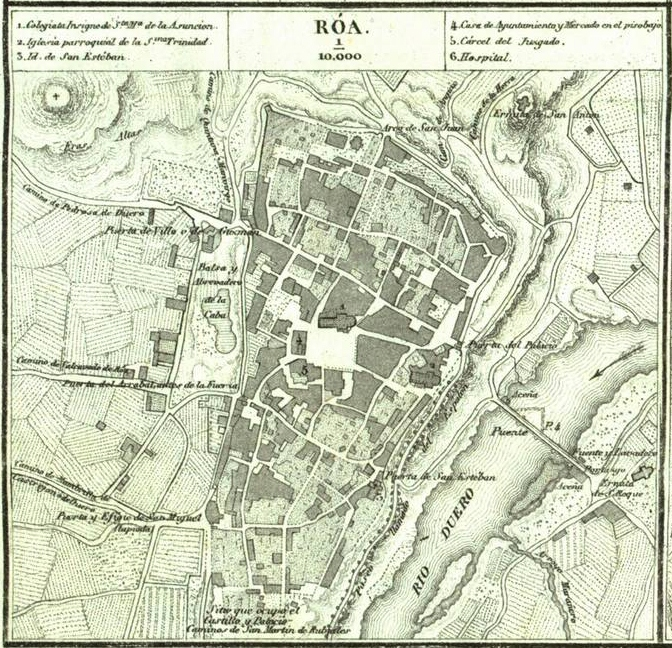
Mapa de la localidad publicado en 1868 realizado por Francisco Coello

En 1840, el general carlista Balmaseda incendió Roa mientras los habitantes de la villa están refugiados en Peñafiel.
En 1895 se abrió al tráfico la línea Valladolid-Ariza, que permitió la conexión del municipio y la comarca con el resto de la red ferroviaria española. El municipio contaba con una estación de ferrocarril propia, que disponía de un edificio de pasajeros e instalaciones para mercancías. La línea fue cerrada al tráfico de pasajeros en enero de 1985 por ser considerada deficitaria su explotación.
A veces se hace referencia a la localidad como Roa de Duero, a pesar de que su nombre oficial hoy día es simplemente Roa. Varias disposiciones, entre ellas el Real Decreto 570/1988, de 3 de junio, "de delimitación de la zona de promoción económica de Castilla y León" (BOE n. 137 de 8/6/1988) hace mención del nombre de Roa como zona de promoción económica en la provincia de Burgos (en el Anexo de este R. D. 570/1988 se menciona en la provincia de Burgos: Cerezo de Río Tirón, Espinosa de los Monteros, Lerma, Medina de Pomar, Melgar de Fernamental, Miranda de Ebro, Oña, Pradoluengo, La Puebla de Arganzón, Quintanar de la Sierra, Roa, Salas de los Infantes, Treviño, Valle de Mena, Villadiego, Villarcayo de Merindad).

## Demografía
Roa cuenta con una población de 2298 habitantes (INE 2024).
| Gráfica de evolución demográfica de Roa entre 1842 y 2021                                                             |
| |
| Población de derecho según los censos de población del INE. Población de hecho según los censos de población del INE. |

## Economía
- Agricultura: Tiene muy buenas patatas, judías, hortalizas, quesos, embutidos y vino con denominación de origen.
- Los aeropuertos más cercanos son el de Burgos y el de Valladolid.

### D.O. Ribera del Duero
Roa es la sede del Consejo Regulador de la Denominación de Origen Ribera del Duero, ubicada en el antiguo Hospital de San Juan Bautista, una construcción del siglo XVI.

## Administración y política

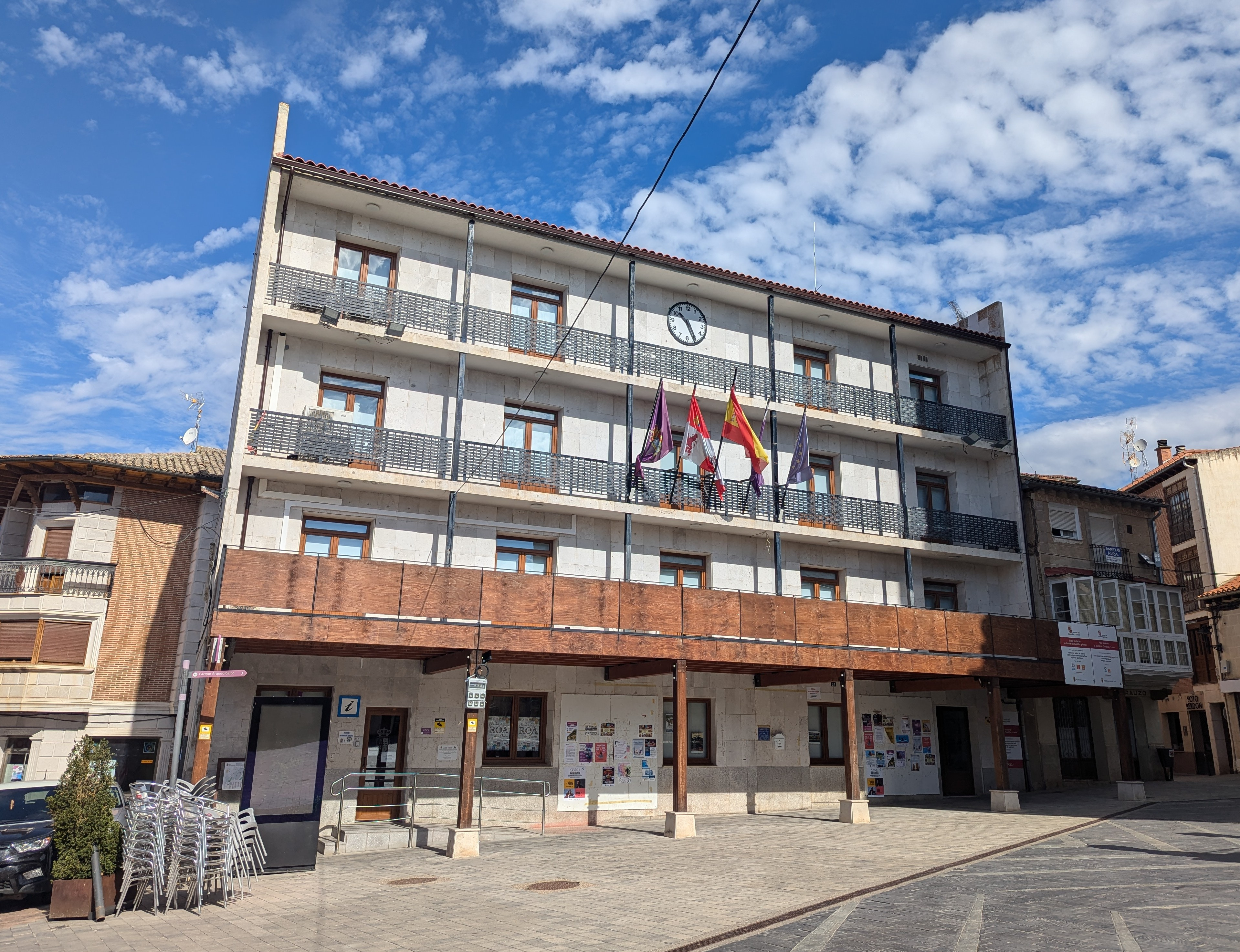
Casa consistorial

| Periodo   | Nombre                   | Partido |
| --------- | ------------------------ | ------- |
| 2003-2007 | David Colinas Maté       | PP      |
| 2007-2011 | David Colinas Maté       | PP      |
| 2011-2015 | David Colinas Maté       | PP      |
| 2015-2019 | Carmen Miravalles García | PSOE    |
| 2019-2023 | David Colinas Maté       | PP      |
| 2023-act. | David Colinas Maté       | PP      |

Endeudamiento del Ayuntamiento de Roa
A 31 de diciembre de 2009 el endeudamiento en el que había incurrido el ayuntamiento de Roa ascendía a 2 426 000 €, según las cifras publicadas por el Ministerio de Economía y Hacienda.
Agrupación de Secretarías de Juzgados de Paz
Por Orden de 9 de octubre de 1991 por la que se determina la plantilla de las agrupaciones de Secretarías de Juzgados de Paz en la comunidad autónoma de Castilla y León BOE n.º 249, se constituye en Roa la sede de la Agrupación n.º 53 integrada por los siguientes juzgados de paz: Roa, Anguix, La Cueva De Roa, Mambrilla De Castrejon, Olmedillo De Roa, Pedrosa De Duero, San Martín De Rubiales, Terradillos De Esgueva, Torresandino, Tortoles De Esgueva y Villaescusa De Roa.
Posteriormente se procede a su modificación por Orden JUS/3124/2008, de 23 de octubre, en la cual se incluyen las secretarías de los juzgados de paz de Bahabón de Esgueva, Cabañes de Esgueva, Gumiel de Mercado, La Horra, Santibáñez de Esgueva, Sotillo de la Ribera y Villatuelda.
En la actualidad sigue con esta misma demarcación.

## Cultura

### Patrimonio

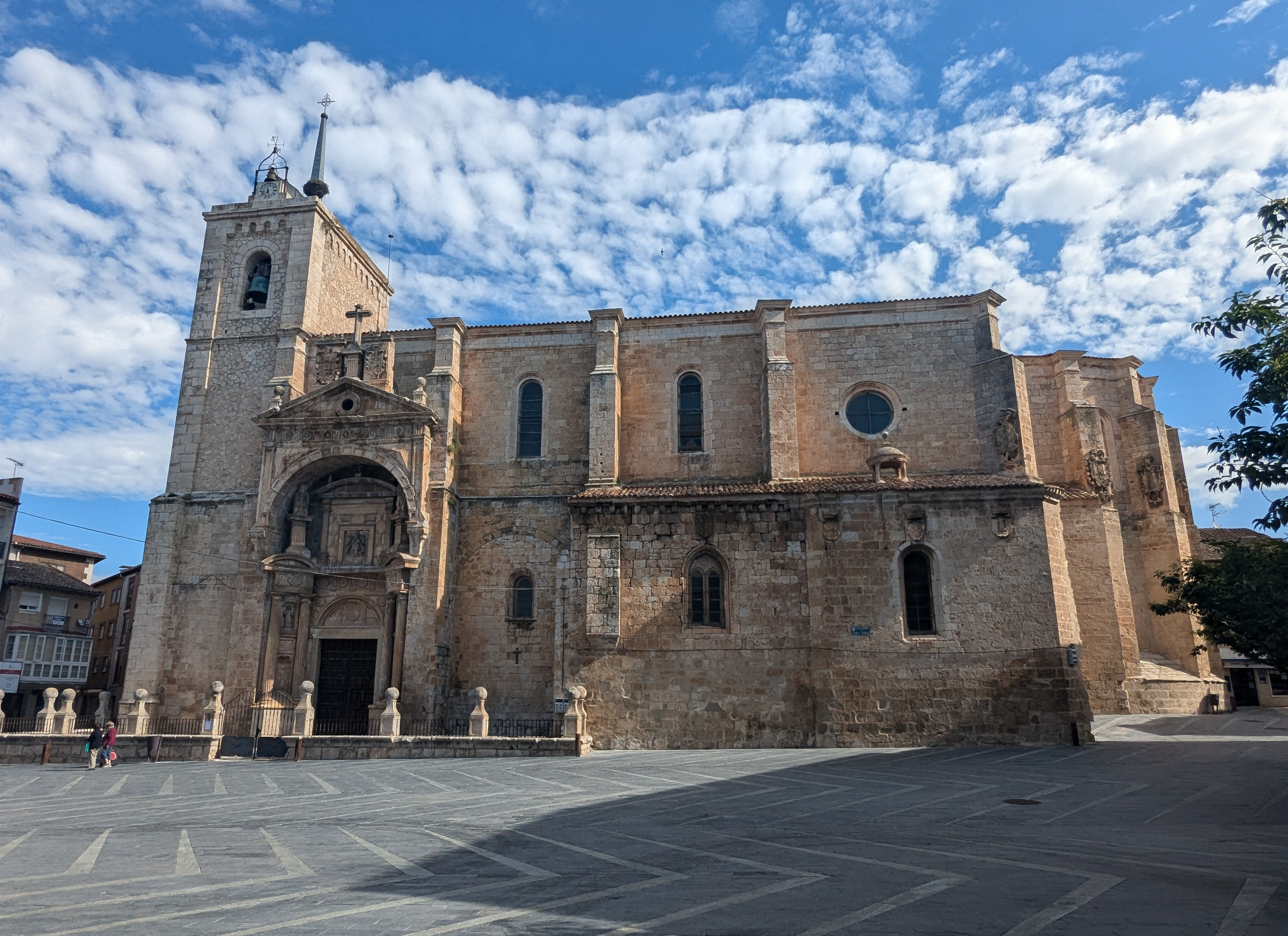
Iglesia de Nuestra Señora de la Asunción

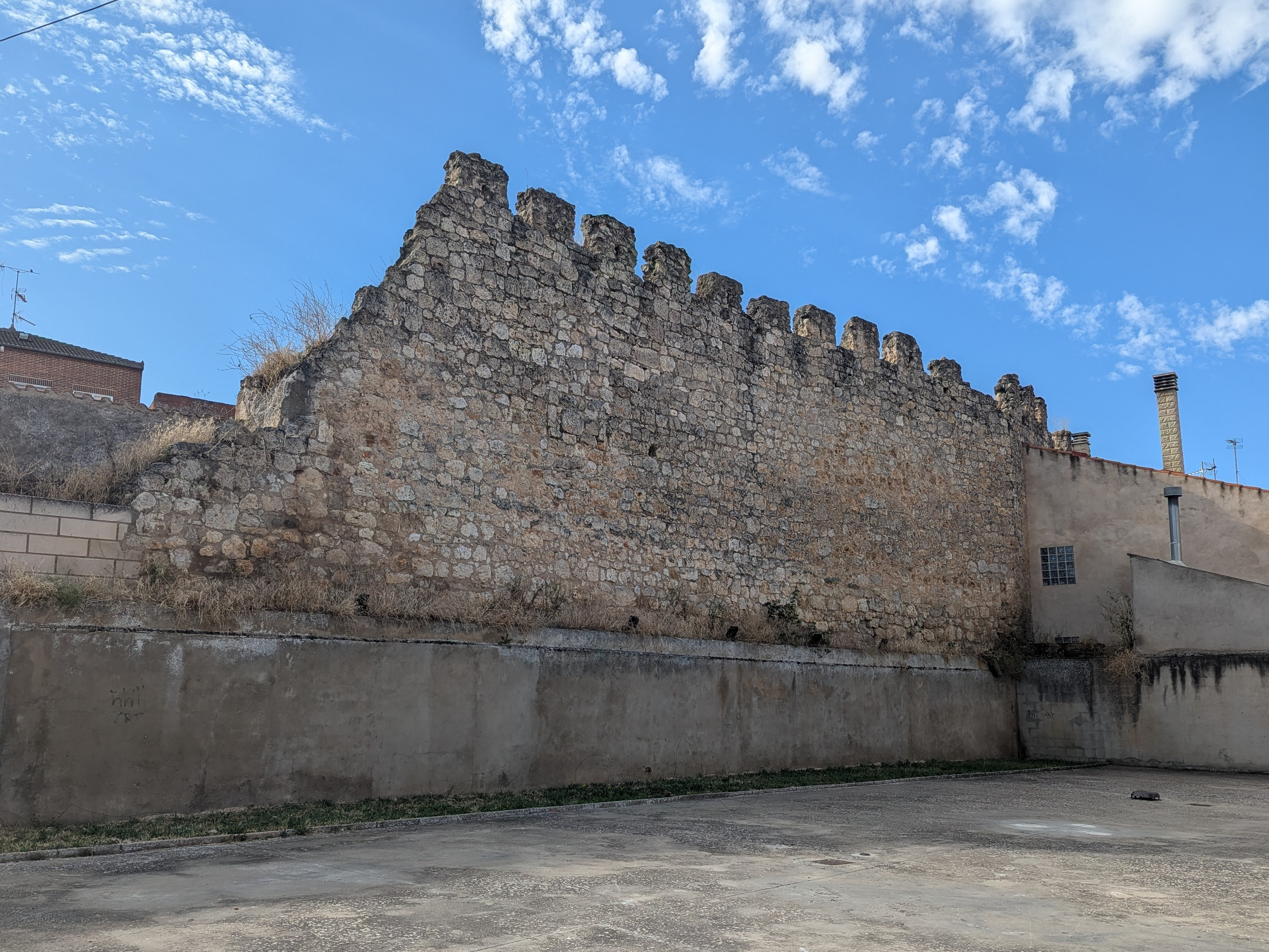
Restos de la muralla

- La iglesia de Nuestra Señora de la Asunción , excolegiata.[16]
- El monumento a la vendimiadora. Anteriormente situado en la plaza Mayor (frente a la ex-colegiata) y actualmente en la plaza de España, que muestra una muchacha portando el típico cesto de la vendimia.
- Monumento al Empecinado
- Monumento al Cardenal Cisneros
- Paseo Mirador de El Espolón, con bombarda del siglo XIV y espléndidas vistas de la vega del río Duero.
- Edificio de La Alhóndiga del siglo XVII dedicado al almacén y compra-venta de cereal, también disponía de lagares donde los viticultores elaboraban los vinos.
- Excavaciones arqueológicas de origen prehistórico, también con importante presencia de asentamientos vacceos y restos de la época hispanorromana-visigoda. Roa está declarada desde 1993 como Bien de Interés Cultural con categoría de zona arqueológica.
- Ermita de La Virgen de la Vega, que es la patrona de la villa de Roa. Su romería se celebra el segundo domingo de mayo y la fiesta mayor el día 8 de septiembre.
- Iglesia de San Esteban, situada junto a restos de la muralla sur y con importantes Cristos Góticos. Templo protagonista de las procesiones de Semana Santa.
- La Cruz de San Pelayo del siglo XVI, que se encuentra en lo alto de una colina.
- El puente sobre el río Riaza] del siglo XVII.
- También se encuentran en Roa algunos restos de la muralla que doña Violante mandó construir para proteger la villa de continuos ataques. Las partes más importantes son la puerta de San Juan y un gran paño del muro medieval que se encuentra en perfecto estado, se encuentra cerca de la plaza Mayor. La muralla no pudo ser conservada por la invasión de los franceses.[cita requerida] Durante las guerras carlistas, que quemaron completamente la villa, destruyendo a su paso el castillo, gran parte de la muralla y provocando numerosos incendios que asolaron la Villa.[cita requerida]

### Parroquia
Iglesia parroquial católica de  Nuestra Señora de la Asunción, ex-colegiata y cabecera del arciprestazgo de Roa, diócesis de Burgos. Dependen las siguientes localidades: Mambrilla de Castrejón y Valcabado de Roa.

### Fiestas y folclore
Son famosos en la villa los toros y encierros de las fiestas de agosto. Las fiestas comienzan el 14 de agosto con el chupinazo y desfile de peñas y acaban el 18 de agosto con la tradicional becerrada a cargo de valientes cuadrillas taurinas formadas por aficionados a este arte, generalmente por peñas.
También destacan las romerías a la Virgen de La Vega, dos veces al año. La jornada transcurre en un pinar milenario donde se encuentra la ermita.
La Semana Santa raudense se define por la austeridad que caracteriza la Pasión castellana.
En su procesión de Viernes Santo o procesión del Silencio destaca el canto de Los sayones, un romance anónimo, probablemente del siglo XVI, sobre la pasión y muerte de Jesucristo.
Recientemente se ha apostado por recuperar una tradición casi olvidada en la actualidad, la Fiesta de la Matanza. Este ritual que se realiza desde tiempos inmemoriales se presenta cada febrero como una cita popular en la que se lleva a cabo una exhibición por parte de un matarife, para después degustar una comida popular basada en los productos del cerdo.[cita requerida]
En cuanto al folklore, desde 1977 existe un grupo de danzas tradicionales denominado Grupo de danzas Rauda. Desde sus comienzos han sufrido numerosos cambios en cuanto al número de miembros, maestros y piezas recopiladas y representadas, pero actualmente siguen en activo, con miembros desde los 5 a pasados los 60 años. Han recogido numerosas piezas típicas de la región como la jota del Pirulí tras tras, La panaderilla, la jota Rauda, El palo o la Rueda de Roa, creado nuevas coreografías y exhibido el folclore por gran parte del panorama español.

### Gastronomía
Lechazo asado con IGP de Castilla y León (ver lechazo de Castilla y León). Del cordero lechal se degustan otros platos como las chuletillas asadas en sarmiento, que pueden acompañarse de productos muy típicos de la zona como la morcilla, chorizo, panceta. Los quesos semicurados y curados de oveja también destacan por su calidad.
Los cursos de aguas burgaleses son un hábitat idóneo para el cangrejo de río, cuya preparación también es muy característica de Roa. Otro plato genuino de la localidad es el famoso bacalao "estilo taberna" que se elabora lentamente en la lumbre en una cazuela de barro. Esta receta se degusta generalmente en invierno y sobre todo en Semana Santa.
Postres caseros típicos como los empiñonados o las bolillas y pastas en general. La torta de aceite es un tipo de pan que se prepara en la Ribera del Duero y suele estar presente junto al lechazo asado, entre otros. El vino D.O. Ribera del Duero es un perfecto compañero de mesa para la variada gastronomía ribereña.

### Deporte
- Vuelta a Burgos: Esta competición ciclista se celebra todos los años a mediados de agosto y suele tener a Roa como inicio o final de alguna etapa.